# Alfred Kałuziński
Alfred Józef Kałuziński est un handballeur polonais né le 21 décembre 1952 à Cracovie et mort le 4 septembre 1997 à Klimkówka.

## Carrière
Alfred Kałuziński obtient une médaille de bronze aux Jeux olympiques d'été de 1976 de Montréal puis au Championnat du monde 1982.